# Zone démilitarisée à Idlib
- Territoire contrôlé par le gouvernement syrien et ses alliés
- Territoire contrôlé par Hayat Tahrir al-Cham et ses alliés
- Territoire contrôlé par le Front national de libération et ses alliés
- Territoire contrôlé par l'armée turque et l'Armée nationale syrienne
- Territoire contrôlé par les Forces démocratiques syriennes

Guerre civile syrienne
Batailles
L'instauration d'une zone démilitarisée à Idlib, pendant la guerre civile syrienne, est décidée le 17 septembre 2018, au terme de négociations entre la Turquie et la Russie à Sotchi. Après l'offensive de Deraa à l'été 2018, le gouvernorat d'Idlib et le nord-ouest du gouvernorat d'Alep forment la dernière grande poche tenue par les rebelles en Syrie. Le régime syrien et ses alliés russes et iraniens affichent alors leur intention de reconquérir cette région, mais ils se heurtent à l'opposition de la Turquie, dont l'armée occupe douze postes militaires près des lignes de front, dans le cadre du processus d'Astana. Après d'intenses négociations, la conclusion de l'accord russo-turc annonçant la mise en place d'une zone démilitarisée suspend l'offensive loyaliste.
Malgré de nombreuses violations, la trêve tient jusqu'au 6 mai 2019, date où une offensive est lancée par l'armée syrienne avec l'appui des forces aériennes russes.

## Forces en présence

### Les rebelles
De nombreux groupes rebelles et djihadistes sont présents dans le gouvernorat d'Idlib. Les deux factions majeures sont Hayat Tahrir al-Cham et le Front national de libération. Organisation djihadiste, Hayat Tahrir al-Cham est né en janvier 2017 de la fusion de l'ex-Front al-Nosra, de transfuges d'Ahrar al-Cham et de quelques autres groupes,. Il est davantage implanté dans le nord du gouvernorat d'Idlib : il contrôle la ville d'Idlib, la frontière turque et 60 % du gouvernorat,,. Le Front national de libération est quant à lui formé au printemps et à l'été 2018 sous l'impulsion de la Turquie, par la fusion de factions de l'Armée syrienne libre — la 1re division côtière, la 2e division côtière, la 23e division, Al-Forqat al-Wasti, l'Armée libre d'Idlib, la Brigade Al-Hurriyat, la Faylaq al-Cham, Jaych al-Nasr, Jaych al-Nokhba, Jaych al-Thani et le Liwa Shuhada al-Islam — et de formations islamistes ou salafistes — Suqour al-Cham, Jaych al-Ahrar, Tajamu Dimashq, et surtout le Jabhat Tahrir Souriya, lui-même né d'une fusion entre Ahrar al-Cham et le Harakat Nour al-Din al-Zenki,,,,,,. Il est plutôt implanté dans le sud du gouvernorat d'Idlib et dans l'ouest du gouvernorat d'Alep. Du côté des autres factions, Jaych al-Ezzah, un groupe de l'Armée syrienne libre, tient plusieurs villages au sud de Khan Cheikhoun. Les djihadistes ouïghours du Parti islamique du Turkestan (PIT) occupent quant à eux la ville de Jisr al-Choghour,. Le PIT compte également dans ses rangs des Français rassemblés au sein de la Firqat al-Ghouraba. Des djihadistes tchétchènes combattent dans les rangs de Jound al-Cham et d'Ajnad al-Kavkaz. Des Ouzbeks sont également présents au sein de la Katiba al-Tawhid wal-Jihad et de la brigade Imam al-Bukhari, deux groupes affiliés à Hayat Tahrir al-Cham. Quelques petites factions djihadistes ayant prêté allégeance à al-Qaïda sont également actives, comme Tanzim Hurras ad-Din,,.
Du côté des effectifs, selon l'ONU, 10 000 djihadistes, pour la plupart affiliés à Hayat Tahrir al-Cham, sont présents dans le gouvernorat d'Idlib. Début septembre, le ministre français des Affaires étrangères Jean-Yves Le Drian parle quant à lui de 10 000 à 15 000 djihadistes à Idlib. Selon Vassili Nebenzia, l'ambassadeur russe à l'ONU, Idlib compte 50 000 combattants divisés en 40 à 45 bandes armées, dont 16 000 appartenant à Hayat Tahrir al-Cham — que la Russie continue d'appeler « Front al-Nosra » — et 13 000 combattants que l'ambassadeur juge « prêts à une réconciliation ou une trève ». Pour le reporter Georges Malbrunot, du Figaro, 40 000 rebelles pro-turcs et 15 000 djihadistes, dont 6 000 étrangers, occupent la région,. D'après les reporters Luc Mathieu et Hala Kodmani, de Libération, 50 000 hommes armés occupent la poche, dont 10 000 pour Hayat Tahrir al-Cham ; d'après eux les combattants du Front national de libération sont plus nombreux mais moins bien organisés que ceux d'Hayat Tahrir al-Cham,. Pour l'universitaire Agnès Levallois, le nombre total des combattants est de 70 000. Selon l'universitaire Fabrice Balanche, avec l'arrivée entre 2016 et 2018 de rebelles évacués d'Alep, Homs, Deraa, Rastane et de la Ghouta orientale, pas moins de 100 000 combattants se trouvent désormais dans le gouvernorat d'Idlib, dont 30 000 djihadistes,. Selon lui, Hayat Tahrir al-Cham et le Front national de libération alignent des effectifs équivalents. L'Observatoire syrien des droits de l'homme (OSDH) estime également à 30 000 le nombre des combattants de Hayat Tahrir al-Cham,. Le Parti islamique du Turkestan compte quant à lui 1 000 à 7 000 combattants,. Tanzim Hurras ad-Din compte également 1 000 hommes. Le Front national de libération revendique quant à lui 75 000 hommes.
Plus au nord, dans les régions d'Afrine et Al-Bab dominées par les groupes de l'Armée syrienne libre, les rebelles travaillent également avec la Turquie à la formation d'une « Armée nationale », forte de 35 000 hommes.

### Les loyalistes
Selon le média pro-régime Al-Masdar News, en août 2018 les forces de l'armée syrienne déployées pour l'offensive d'Idlib appartiennent à la 1re division, à la 3e division blindée, à la 4e division mécanisée, à la 7e division blindée, à la 9e division, à la 10e division, à la 11e division de chars, à la 15e division des forces spéciales, à la 18e division de chars, aux Forces du Tigre, et aux 105e et 106e brigades de la Garde républicaine. L'armée syrienne est également appuyée par des milices du régime : les Forces de défense nationale, les divisions Mhardeh et Suqaylabiyah du Parti social nationaliste syrien (PSNS), le Liwa al-Quds et les Brigades du Baas. Des milices islamistes chiites pro-iraniennes sont également présentes dans les rangs loyalistes, ainsi que d'anciens rebelles ayant accepté des accords de « réconciliation » avec le régime.
La Russie dispose quant à elle en permanence d'une trentaine d'avions sur la base aérienne de Hmeimim. Elle renforce également sa flotte en mer Méditerranée,. Mi-août, la frégate Pitlivi et le navire de débarquement Nikolaï Filthenkov franchissent le détroit du Bosphore, suivis le 23 août par les frégates Amiral Grigorovitch et Amiral Essen,. Fin août, Moscou dispose de dix navires et deux sous-marins en Méditerranée, soit le déploiement le plus important de la marine russe depuis l’intervention en Syrie. Début septembre, 25 navires et 30 avions de l'armée russe participent à des manœuvres en Méditerranée sous le commandement du croiseur lance-missiles Maréchal Oustinov,.
Mi-octobre, le général Souheil al-Hassan, chef des Forces du Tigre, arrive à l'aéroport d'Abou Douhour, à l'est du gouvernorat d'Idlib.

### L'État islamique
Après sa défaite lors de l'offensive d'Abou Douhour, l'État islamique ne contrôle plus de territoires dans les gouvernorats d'Idlib, Hama et Alep, mais il maintient des cellules clandestines dans ces régions,,,,,. Au cours de l'année 2018, ces cellules mènent de nombreux assassinats, en particulier contre des membres de Hayat Tahrir al-Cham et du Front national de libération,,,,,.
À l'été 2018, les rapts et les assassinats se multiplient dans le gouvernorat d'Idlib, provoquant la colère des habitants. Plusieurs assassinats sont revendiqués par l'État islamique, d'autres auraient été commis par des cellules pro-régime ou par les services turcs et russes,,. Selon l'OSDH, au moins 354 personnes — dont 242 rebelles syriens, 40 combattants étrangers et 70 civils, parmi lesquels figurent six femmes et douze enfants sont tuées entre le 26 avril et le 14 octobre 2018 dans des attaques visant des dirigeants ou des membres de Hayat Tahrir al-Cham et d'autres groupes rebelles,. Du 26 avril au 13 septembre, au moins 80 membres de cellules dormantes de l'État islamique sont également tués, dont 41 exécutés par les membres de Hayat Tahrir al-Cham ou d'autres groupes.
Selon l'OSDH, dans la nuit du 23 au 24 septembre 2018, 400 combattants de l'État islamique sont transférés par l'armée syrienne du gouvernorat de Deir ez-Zor à l'est du gouvernorat d'Idlib. L'OSDH indique cependant ne pas être en mesure de dire si les djihadistes de l'EI ont été relâchés dans les zones tenues par Hayat Tahrir al-Cham et les rebelles. Des activistes de l'opposition accusent alors le régime de chercher à provoquer le chaos à Idlib pour affaiblir les rebelles dans de nouveaux combats contre l'EI et justifier des bombardements ou une nouvelle offensive de l'armée syrienne.

## Situation des civils
Environ trois millions de civils sont présents dans le gouvernorat d'Idlib et vivent dans des conditions dramatiques et dans la peur d'une offensive,,,,,. La moitié d'entre eux sont des déplacés et les deux tiers dépendent pour survivre, de l'aide humanitaire internationale, convoyée depuis la frontière turque,. Des dizaines de camps de déplacés parsèment la province. Selon l'Organisation mondiale de la santé (OMS), moins de la moitié des installations médicales dans la région restent fonctionnelles. Pour le Bureau de la coordination des affaires humanitaires (OCHA), les infrastructures médicales ont déjà connu 38 attaques depuis le début de l'année. Le 29 août, Linda Tom, la porte-parole de l'OCHA, déclare qu'une escalade militaire risque de provoquer une « catastrophe humanitaire » et estime que 800 000 personnes risquent d'être déplacées. Le 31 août, John Ging (en), haut responsable de l'OCHA, déclare devant le Conseil de sécurité des Nations unies qu'« un scénario du pire à Idleb a le potentiel de créer une urgence humanitaire encore jamais vue tout au long de cette crise ». Le secrétaire général de l'ONU, António Guterres, souligne également « les risques croissants d'une catastrophe humanitaire » en cas d'offensive.

## Situation à Idlib

### Objectifs du camp loyaliste
À l'été 2018, après la victoire du régime syrien et de ses alliés lors de la bataille de la Ghouta orientale et lors de l'offensive de Deraa, les régions d'Idlib, Afrine et Al-Bab, dans le nord-ouest de la Syrie, forment la dernière poche tenue par les rebelles syriens, à l'exception d'une petite zone à Al-Tanf, sur la frontière avec l'Irak. Le gouvernorat et la ville d'Idlib sont contrôlés par la rébellion depuis 2015. Al-Bab a quant à elle été prise par l'armée turque et l'Armée syrienne libre en février 2017, après une bataille contre l'État islamique, dans le cadre de l'Opération Bouclier de l'Euphrate. Ces mêmes forces se sont ensuite emparés d'Afrine en mars 2018, lors d'une autre offensive, cette fois contre les Forces démocratiques syriennes.
Un an auparavant, le 4 mai 2017, la Russie, la Turquie et l'Iran avaient conclu un accord à Astana, pour créer des « zones de désescalade » dans les territoires rebelles, afin d'instaurer un cessez-le-feu,,. Quatre zones étaient alors concernées : la poche d'Idlib, la poche de Rastane, la poche de Deraa et la Ghouta orientale,,. Cependant, le sud-est de la poche d'Idlib est à nouveau le théâtre de combats entre septembre 2017 et février 2018,. Une partie du sud-est du gouvernorat d'Idlib est notamment reconquise par le régime lors de l'offensive d'Abou Douhour,. Les trois autres poches rebelles sont quant à elles reconquises par les loyalistes entre février et août 2018. Des dizaines de milliers de combattants et de civils sont alors évacués vers Idlib, après la conclusion d'accords de « réconciliation » et d'« évacuation »,,.
Le 26 juillet 2018, après la reconquête de Deraa par ses forces, le président syrien Bachar el-Assad, déclare : « Idleb est désormais notre but, mais ce n'est pas le seul. L'armée, et c'est à sa discrétion, décidera des priorités et Idleb est l'une de ses priorités ». Le 31 juillet 2018, une réunion rassemblant des émissaires russes, turcs, iraniens et des représentants du régime syrien et de la rébellion se tient à Sotchi, en Russie. À l'issue des discussions, l'émissaire russe pour la Syrie, Alexandre Lavrentiev, assure qu'« il n'est pas question et il ne peut pas être question pour le moment d'une offensive d'ampleur à Idleb ». Il déclare alors espérer que « l'opposition modérée et nos partenaires turcs, qui ont pris la responsabilité de la stabilisation de cette zone, y parviendront ». En revanche, Bachar Jaafari, l'émissaire du régime, déclare qu'« il ne peut y avoir aucun compromis concernant la reprise du contrôle du territoire syrien par le gouvernement syrien. La meilleure option pour le gouvernement syrien est la reprise sous son contrôle d'Idleb à la suite d'un accord de réconciliation nationale. Mais si Idleb ne revient pas dans le giron gouvernemental par la voie du règlement, l'armée syrienne a absolument le droit de reprendre ce territoire par la force ». Le 2 août, le ministre russe des Affaires étrangères, Sergueï Lavrov, déclare également qu'il faut « achever les terroristes qui restent notamment à Idleb ».

### Objectifs de la Turquie
Cependant la situation à Idlib est plus complexe en raison de la présence de forces de l'armée turque. Alliée à la rébellion tout en entretenant de bonnes relations avec la Russie, la Turquie s'efforce d'empêcher une offensive contre Idlib et tient à maintenir une zone tampon et une sorte de protectorat dans les régions du nord-est de la Syrie,,,,,. À la mi-juillet, lors d'un entretien téléphonique avec le président Vladimir Poutine, le président Recep Tayyip Erdoğan menace notamment de se retirer du processus d'Astana en cas d'offensive loyaliste sur Idlib.
Ankara redoute également un afflux sans précédent de réfugiés en cas de nouvelle offensive, alors qu'elle accueille déjà sur son territoire entre trois et quatre millions de réfugiés syriens,,,. Un mur avait été érigé par la Turquie le long de sa frontière qui demeure fermée et les passages limités,. Ankara avait également annoncé à plusieurs reprises sa volonté de commencer à organiser le rapatriement dans le nord-est de la Syrie des réfugiés présents sur son territoire.
La présence de l'armée turque est alors le principal obstacle à une offensive du régime,,,. Depuis octobre 2017, la Turquie dispose de plusieurs postes d'observation dans la région d'Idlib, établis près des lignes de front dans le cadre de l'accord d'Astana, conclu avec la Russie et l'Iran,,,. En août 2018, le nombre de ces postes militaires établis en zone rebelle est de douze et ces derniers sont occupés par 1 300 soldats,,. En face, en zone loyaliste, figurent neuf postes russes et sept postes iraniens. Les djihadistes de Hayat Tahrir al-Cham sont exclus de l'accord d'Astana, et la Turquie prend l'engagement auprès de la Russie et de l'Iran de mettre fin à la présence des groupes djihadistes à Idlib,. Pourtant, pour s'implanter dans la région, l'armée turque a dû nouer une sorte de pacte de non-agression avec Hayat Tahrir al-Cham. Mais au cours de l'année 2017 et au début de l'année 2018, plusieurs combats éclatent entre Hayat Tahrir al-Cham et les groupes rebelles pro-turcs. Une trentaine de cadres de Hayat Tahrir al-Cham auraient également été assassinés en un an par les services turcs, en coopération avec les services russes,,,. La Turquie cherche également à convaincre les djihadistes de se dissoudre ou de faire défection pour rejoindre une nouvelle coalition qu'elle parraine, le Front national de libération, mais sans succès,,,,. La Turquie cherche alors à gagner du temps pour pouvoir maintenir ses engagements contre les djihadistes, tout en protégeant les rebelles,. Lors des discussions avec ses partenaires du processus d'Astana, la Turquie concède que les « groupes terroristes » doivent être « éliminés », mais elle demande que la distinction soit faite entre les groupes rebelles sous son influence et les groupes djihadistes,,,. Le 31 août 2018, Ankara désigne officiellement Hayat Tahrir al-Cham comme une organisation terroriste,. La Russie cherche à se montrer conciliante avec la Turquie afin de préserver son alliance, elle concède à faire une distinction entre rebelles modérés et djihadistes mais elle la presse également d'agir contre Hayat Tahrir al-Cham,,,,,,,,,. Le 3 septembre, le ministre russe des Affaires étrangères Sergueï Lavrov avertit que « le statu quo ne peut pas durer indéfiniment ».

### Premiers préparatifs des loyalistes et des rebelles
Le 7 août, des renforts de l'armée syrienne commencent à affluer selon l'Observatoire syrien des droits de l'homme (OSDH). Le 9 août, des tirs d'artillerie et de roquettes s'abattent sur des positions rebelles et djihadistes près de Jisr al-Choghour. Le même jour, des tracts appelant les rebelles à se soumettre et à accepter le processus de « réconciliation » sont également largués. Le 10 août, de nouveaux bombardements à Orum al-Koubra, dans le gouvernorat d'Alep et dans deux villages du gouvernorat d'Idlib, causent la mort d'au moins 53 civils, dont 28 enfants, selon l'OSDH. Le 12 août, un dépôt d'armes appartenant à un trafiquant travaillant pour Hayat Tahrir al-Cham explose dans la région d'Idlib, causant la mort de 69 personnes, dont 17 combattants djihadistes et 52 civils, pour la plupart des membres des familles des combattants de Hayat Tahrir al-Cham, parmi lesquels figurent 17 enfants selon l'OSDH. Le 15 août, le quotidien pro-régime Al-Watan annonce l'envoi aux abords de la province des renforts les « plus importants depuis le début de la guerre ». De leur côté, les rebelles se préparent à recevoir l'offensive : ils creusent des tranchées, érigent des fortifications et organisent des camps d'entraînement. Le 31 août, le Front national de libération fait sauter deux ponts sur le fleuve Assi dans la plaine de Sahl al-Ghab, au sud de Jisr al-Choghour. Le 22 août, Abou Mohammed al-Joulani, le chef d'Hayat Tahrir al-Cham, déclare qu'aucun accord de « réconciliation » ne sera accepté par son groupe à Idlib. Il met également en garde les autres groupes rebelles qui accepteraient de capituler en affirmant que cela équivaudrait à une « trahison ». En août, Hayat Tahrir al-Cham et le Front national de libération arrêtent notamment des dizaines de personnes soupçonnées de négociations avec des représentants de Damas en vue d'accords avec le régime.

### Premières réactions internationales
À plusieurs reprises au cours des mois d'août et septembre, la Russie et l'Iran réaffirment leur détermination de passer à l'offensive à Idlib,,,,,,. Des voix s'élèvent cependant pour tenter de s'y opposer. L'émissaire de l'ONU pour la Syrie, Staffan de Mistura, appelle à plusieurs reprises à des pourparlers. Le 2 septembre, le pape François évoque « les risques d'une possible catastrophe humanitaire » en Syrie. Le 10 septembre, Mark Lowcock (en), le secrétaire général adjoint du Bureau de la coordination des affaires humanitaires (OCHA), déclare que la bataille d'Idlib pourrait être « la pire catastrophe humanitaire du XXIe siècle ».
Outre la Turquie, les États-Unis et la France annoncent également désapprouver une offensive du régime syrien et de ses alliés contre Idlib. Le 3 septembre, le président américain Donald Trump écrit sur Twitter : « Le président de la Syrie Bachar al-Assad ne doit pas attaquer imprudemment la province d'Idlib. Les Russes et les Iraniens feraient une grave erreur humanitaire en prenant part à cette tragédie humaine potentielle. Des centaines de milliers de personnes pourraient être tuées. Ne laissons pas cela arriver »,. Le ministre français des Affaires étrangères Jean-Yves Le Drian évoque aussi le risque d'une catastrophe humanitaire pire encore que celle d'Alep et affirme également redouter une dispersion des djihadistes en cas d'assaut qui pourrait menacer la sécurité de l'Europe,. Mais les protestations et les mises en garde des Occidentaux apparaissent comme étant surtout symboliques,,. Les États-Unis, la France et le Royaume-Uni ne menacent d'intervenir qu'en cas de nouvelles utilisations d'armes chimiques par le régime syrien,,,. En réponse, la Russie accuse en août Hayat Tahrir al-Cham de préparer une attaque chimique au chlore avec l'aide des services secrets britanniques en vue d'accuser le gouvernement syrien. Puis en septembre, Moscou accuse cette fois Hayat Tahrir al-Cham et les Casques blancs de préparer une « mise en scène » d'une fausse attaque chimique à Jisr al-Choghour sous les caméras d'« équipes de télévision de plusieurs chaînes moyen-orientales », ainsi que de la « branche régionale d'une importante chaîne américaine d'informations »,,,. Le 6 septembre, les États-Unis affirment pour leur part avoir de « nombreuses preuves » montrant que le régime syrien prépare des armes chimiques en prévision de l'offensive.

### Tractations entre la Turquie, la Russie et l'Iran
Le 4 septembre, après une pause de 22 jours, les frappes aériennes russes reprennent dans la province d'Idlib : au moins 13 civils sont tués selon l'OSDH, dont six enfants,,. D'autres frappes ont encore lieu les 5 et 6 septembre,. Un centre de Casques blancs est notamment mis hors service après avoir subi des tirs de roquettes et une frappe aérienne russe selon l'OSDH. Des centaines de civils commencent alors à fuir vers le nord de la province.

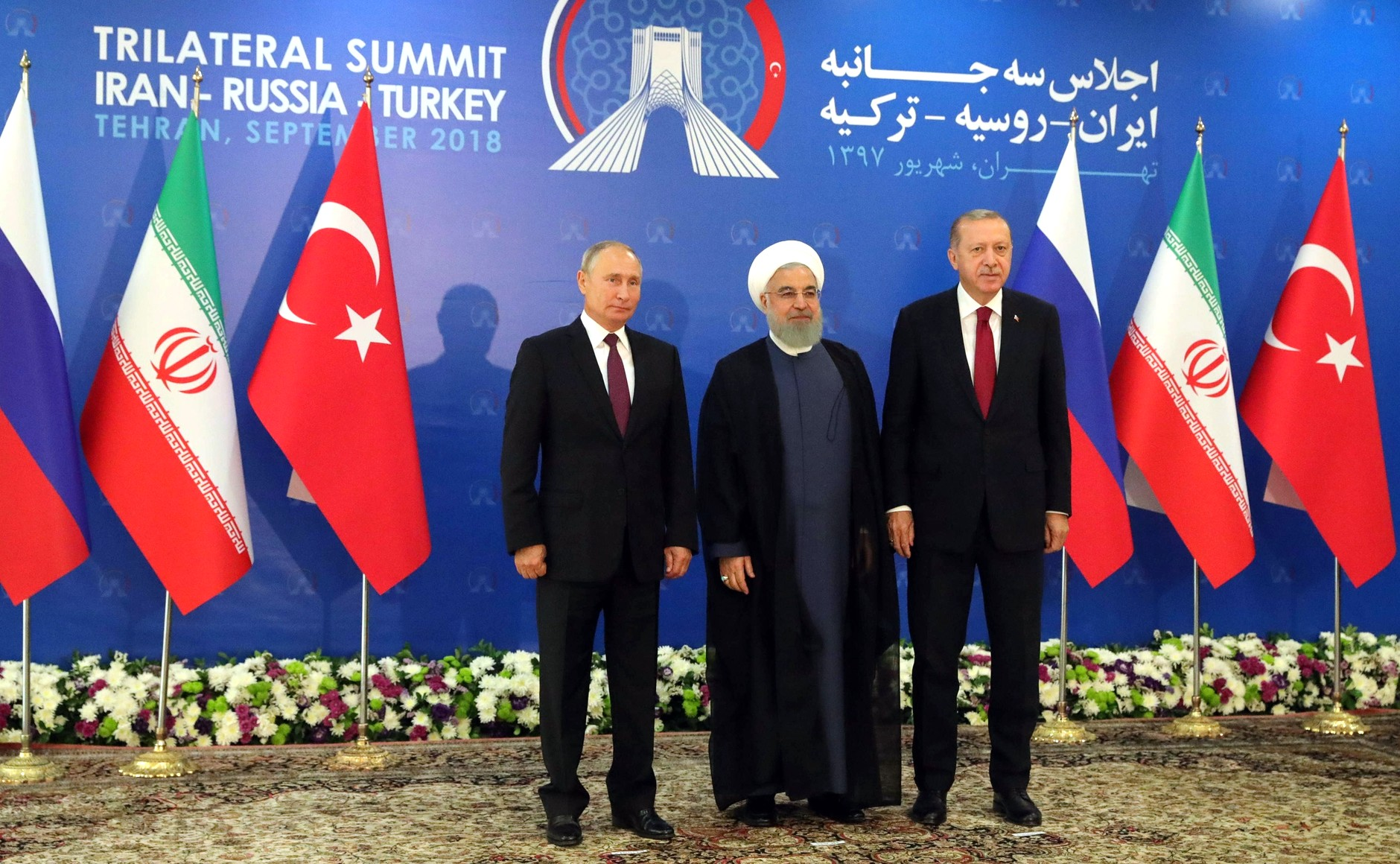
Les présidents Vladimir Poutine, Hassan Rohani et Recep Tayyip Erdoğan, lors du sommet de Téhéran, le 7 septembre 2018.

Le 7 septembre 2018, le président russe Vladimir Poutine, le président turc Recep Tayyip Erdoğan et le président iranien Hassan Rohani se rencontrent à Téhéran pour discuter du sort d'Idlib,,,. Cependant le sommet s'achève sans que les dirigeants ne parviennent à obtenir une position commune,,,. Vladimir Poutine maintient son soutien à Damas en affirmant que « Le gouvernement syrien a le droit de prendre sous son contrôle la totalité de son territoire national, et doit le faire »,. Hassan Rohani déclare également que « Combattre le terrorisme à Idleb est une partie inévitable de la mission consistant à ramener la paix et la stabilité en Syrie » en soulignant cependant que « ce combat ne doit pas faire souffrir les civils ou entraîner une politique de la terre brûlée »,. Recep Tayyip Erdoğan plaide pour sa part pour un accord de « cessez-le-feu » en affirmant qu'une offensive à Idlib « résulterait en une catastrophe, un massacre et un drame humanitaire »,. Le même jour, des centaines d'habitants manifestent à Idlib, Khan Cheikhoun, Jisr al-Choghour et d'autres localités en brandissant des drapeaux de la révolution syrienne pour dénoncer le sommet de Téhéran et appeler la Turquie à empêcher l'offensive. Certains rassemblements sont cependant dispersés par les djihadistes de Hayat Tahrir al-Cham. Plus tard dans la journée, une réunion convoquée par les États-Unis se tient au Conseil de sécurité des Nations unies,. L'émissaire de l'ONU pour la Syrie, Staffan de Mistura, propose alors d'instaurer des « couloirs humanitaires » pour les civils, mais aussi d'imposer un « ultimatum » aux combattants à quitter les zones peuplées,. Cependant cette dernière proposition, jugée irréaliste, est accueillie avec scepticisme par les diplomates,.
Le 8 septembre, les environs de Khan Cheikhoun, Latamné et al-Tamania, dans le sud et le sud-est de la province d'Idlib, sont bombardés par les forces loyalistes syriennes et les Russes,. Selon l'OSDH, il s'agit des raids « les plus intenses » depuis les bombardements du 10 août. En plus des frappes aériennes de l'aviation et des tirs d'artillerie, des hélicoptères de l'armée syrienne larguent une cinquantaine de barils d'explosifs. Le 9 septembre, une quarantaine de barils explosifs sont encore largués par des hélicoptères au-dessus du village de Hbit, provoquant la mort d'un enfant selon l'OSDH, tandis que dix frappes aériennes sont menées à Latamné. Du 1er au 12 septembre, ces bombardements font au moins 38 500 déplacés selon l'OCHA. Le 13 septembre, une attaque est menée par les Forces du Tigre près de Latamné, au nord de Hama, ces combats font des morts des deux côtés, dont Khalid al-Tinawi, dit Abou Omar al-Dimashqi, un chef rebelle de Faylaq al-Rahmane,,. Cependant les bombardements baissent en intensité mi-septembre.
Après le sommet de Téhéran, la Turquie intensifie de son côté ses livraisons d'armes aux rebelles, notamment des lance-roquettes multiples GRAD,,. L'armée turque envoie également des renforts et des armes lourdes dans ses douze postes d'observation établis autour d'Idlib,,.
Le 14 septembre, des milliers d'habitants manifestent pour s'opposer à l'offensive du régime. Des rassemblements ont lieu à Idlib et dans plusieurs autres villes du gouvernorat. Les drapeaux de la révolution syrienne et parfois de la Turquie sont brandis par les protestataires. Cette fois, les djihadistes d'Hayat Tahrir al-Cham n'interviennent pas,.
Face à l'impasse des précédentes négociations, une nouvelle rencontre est organisée entre Vladimir Poutine et Recep Tayyip Erdoğan à Sotchi, le 17 septembre,,. À l'issue des discussions, la Russie et la Turquie annoncent avoir conclu un accord pour instaurer une « zone démilitarisée » à Idlib,,,,,. Selon l'accord, cette zone, large de 15 à 20 kilomètres, doit séparer les loyalistes et les rebelles et être contrôlée par les forces turques et la police militaire russe. Toutes les armes lourdes des rebelles — chars, canons, lance-roquettes et mortiers — doivent en être retirées avant le 10 octobre,,,. Tous les combattants djihadistes doivent ensuite se retirer de la zone démilitarisée avant le 15 octobre,. La Russie annonce alors qu'aucune offensive ne sera lancée sur Idlib,,. L'accord est salué le 18 septembre par le secrétaire général des Nations unies António Guterres, ainsi que par Staffan de Mistura l'émissaire de l'ONU pour la Syrie. Il est aussi salué par l'Iran,, par plusieurs responsables de l'opposition syrienne, ainsi que par le régime syrien, qui pourtant promet de poursuivre sa « guerre contre le terrorisme » pour « libérer » chaque mètre carré du territoire national. Des milliers de civils déplacés par les bombardements commencent alors à rentrer chez eux.
Cependant l'accord apparaît difficile à faire appliquer pour la Turquie. Selon l'OSDH, Hayat Tahrir al-Cham et d'autres groupes djihadistes contrôlent près de 70% de la zone démilitarisée envisagée. Hayat Tahrir al-Cham ne répond pas officiellement à l'accord russo-turc, se déclarant seulement sceptique, via son organe de propagande Ebaa, quant aux intentions de la Turquie,. Cependant plusieurs chefs du mouvement affichent ouvertement leur hostilité à l'accord et leur refus d'en respecter les termes,,. Le 22 septembre, les djihadistes de Tanzim Hurras ad-Din, affiliés à al-Qaïda, annoncent également qu'ils rejettent l'accord, qu'ils qualifient de « conspiration »,,. Le Front national de libération annonce pour sa part accepter l'accord en déclarant le 22 septembre dans un communiqué qu'il « coopérerait pleinement avec son allié turc pour aider au succès des efforts visant à épargner aux civils les souffrances de la guerre », mais il affiche aussi sa prudence en déclarant redouter « une possible trahison de la part des Russes, du régime ou des Iraniens »,. Le 29 septembre, Jaych al-Ezzah déclare également rejeter l'accord et demande dans un communiqué à ce que la zone démilitarisée soit située à parts égales sur les territoires contrôlés par le régime et ceux sous domination rebelle.
Pour sa part, le président syrien Bachar el-Assad déclare le 7 octobre lors d'une réunion du comité central du Parti Baas, citée par l'agence de presse d'État SANA, que l'« accord est une mesure temporaire. [...] Cette province et d'autres territoires qui sont encore sous le contrôle de terroristes reviendront à l'État syrien ».
En octobre, quatre groupes djihadistes proches d'al-Qaïda : Tanzim Hurras ad-Din, Ansar al-Tawhid, le Front Ansar Dine et Ansar al-Islam, forment une nouvelle coalition appelée Wa Harid al-Mu'minin et annonce rejeter l'accord russo-turc de Sotchi.

### Tentative d'application de l'accord russo-turc
En septembre, des manifestations contre le régime, et parfois aussi contre Hayat Tahrir al-Cham, se poursuivent chaque vendredi dans la région d'Idlib,.
Le 25 septembre, l'armée turque dépêche de nouveaux renforts dans la région d'Idlib. Puis le 3 octobre, un nouveau convoi de 40 véhicules vient encore renforcer les postes d'observation. Le nombre de soldats turcs présents dans la région d'Idlib passe alors à 3 000.
Le 30 septembre, l'Observatoire syrien des droits de l'homme (OSDH) annonce que certaines unités de Faylaq al-Cham, un groupe du Front national de libération, ont commencé leur retrait de la future zone démilitarisée, dans les localités de Khalsa, Rachidine et Al-Mansoura, avec leurs chars et leurs armes lourdes,,. Cependant ces affirmations sont démenties le même jour par Seif al-Raad, le porte-parole de Faylaq al-Cham et par Naji Moustafa, le porte-parole du Front national de libération,. Les 29 et 30 septembre, des combats ont également lieu entre l'armée syrienne et Jaych al-Ezzah dans nord du gouvernorat de Hama, ainsi qu'entre des loyalistes et des djihadistes dans l'est du gouvernorat de Lattaquié.
Le 30 septembre, le Front national de libération déclare également qu'il s'oppose à un déploiement de forces russes dans la zone démilitarisée, affirmant en avoir discuté lors d'une « longue réunion » avec son « allié turc ».
De son côté, la Turquie continue de faire activement pression sur Hayat Tahrir al-Cham afin de pousser le groupe à respecter les termes de l'accord, à évacuer ses troupes de la future zone démilitarisée, voire à se dissoudre dans le Front national de libération. Hayat Tahrir al-Cham est cependant tiraillé entre une aile pragmatique, cherchant à éviter une confrontation avec la Turquie, et une aile plus radicale,,. La Turquie essaye également de ne pas rentrer dans une confrontation directe avec Hayat Tahrir al-Cham, qui serait difficile et coûteuse.
Le 5 octobre, des combats éclatent à Kafr Halab, dans l'ouest du gouvernorat d'Alep, entre Hayat Tahir al-Cham et le Harakat Nour al-Din al-Zenki, un groupe affilié au Front national de libération. Selon l'OSDH, les djihadistes s'emparent de Kafr Halab et d'une autre ville ; au moins trois civils, dont deux enfants, trois combattants d'HTC et trois combattants du FNL sont tués dans les combats,,. En revanche, dans le gouvernorat de Lattaquié, les hommes de Hayat Tahrir al-Cham empêchent ceux de Tanzim Hurras ad-Din de mener une attaque contre des positions du régime.
Le 6 octobre, le Front national de libération annonce qu'il commence le retrait de ses armes lourdes de la zone démilitarisée,,,. Le 8 octobre, l'agence Anadolu annonce la fin des opérations de retrait. Le même jour, l'OSDH affirme que Hayat Tahrir al-Cham et d'autres groupes djihadistes, dont Tanzim Hurras ad-Din, ont également retiré depuis deux jours leurs armes lourdes de « larges pans » de la future zone démilitarisée,,. Ces derniers ne font cependant aucune annonce officielle,,. Le 10 octobre, la Turquie annonce que le retrait des armes lourdes de la future zone démilitarisée est achevé,,. L'OSDH affirme pour sa part que la zone tampon a été presque vidée de toutes les armes lourdes, à l'exception du nord du gouvernorat de Lattaquié, où selon l'ONG aucun mouvement de retrait n’a été observé.
Cependant l'application de la deuxième étape de l'accord s'avère plus délicate. Les djihadistes ne montrent aucun signe de retrait,. Le 12 octobre, des habitants de la future zone tampon reçoivent sur leurs portables des messages de l'armée les appelant à tenir leurs distances avec les insurgés : « Éloignez-vous des combattants. Leur sort est scellé. [...] Ne permettez pas aux terroristes de vous utiliser comme boucliers humains ». Le soir du 13 octobre, des obus sont tirés par des djihadistes pro-al-Qaïda contre une position militaire à Jourine, dans le nord du gouvernorat de Hama, tuant deux soldats,,. Le 14 octobre, après plusieurs jours de silence, Hayat Tahrir al-Cham publie un communiqué ambigu dans lequel il affirme vouloir poursuivre « le djihad et le combat » pour défendre la « révolution bénie », mais il ne déclare pas clairement rejeter l'accord russo-turc et affirme, en référence à la Turquie, apprécier « les efforts de tous ceux qui luttent à l'intérieur et à l'extérieur de la Syrie pour (...) empêcher des massacres »,,,,. Le 15 octobre, les djihadistes occupent toujours la zone démilitarisée qu'ils étaient censés devoir évacuer avant cette date,,.
La Russie, la Turquie et le régime syrien acceptent un délai supplémentaire,,,. Walid al-Mouallem, le ministre syrien des Affaires étrangères, déclare le 15 octobre que le gouvernement a besoin de « temps » pour vérifier la mise en œuvre de l'accord,. Le 16 octobre, le porte-parole du Kremlin, Dmitri Peskov, déclare : « Selon les informations que nous recevons de nos militaires, l’accord est mis en œuvre et l’armée est satisfaite de la façon dont la Turquie travaille ».

### Violations du cessez-le-feu d’octobre 2018 à avril 2019
Des incidents ont cependant lieu dans la poche d'Idlib. Le soir du 24 octobre, une petite fille est tuée dans le village de Kafr Hamra, à l'ouest d'Alep, par des tirs d'artillerie loyalistes, tandis que des roquettes tirées par des rebelles ou des djihadistes s'abattent dans des quartiers d'Alep, faisant dix blessés. Le 26 octobre, au moins sept civils, dont trois enfants, sont tués par un bombardement du régime dans le village d'al-Rifa selon l'OSDH. Le 30 octobre, un accrochage entre rebelles a également lieu à Kafr Hamra, dans l'ouest du gouvernorat d'Alep, faisant treize morts, dont sept djihadistes de Hayat Tahrir al-Cham selon l'OSDH,,. Le 1er novembre, au moins quatre combattants du régime syrien et un homme de Hayat Tahrir al-Cham sont tués dans une attaque des djihadistes près de l'aéroport d'Abou Douhour, à l'est du gouvernorat d'Idlib,. Le 2 novembre, l'artillerie loyaliste bombarde le village de Jarjanaz, au sud-est d'Idlib, tuant au moins huit personnes, parmi lesquels figurent cinq civils dont un enfant. Le 9 novembre avant l'aube, les forces du régime lancent un assaut contre une position de Jaych al-Ezzah dans le nord du gouvernorat de Hama et tuent au moins 22 rebelles, contre quatre tués dans leurs rangs,. Le même jour dans la soirée, Hayat Tahrir al-Cham attaque à son tour une position loyaliste dans le nord-ouest du gouvernorat de Hama ; le combat fait huit morts dans les rangs du régime contre deux tués pour les djihadistes. Le 16 novembre, au moins 22 combattants loyalistes sont tués à Sarmaniyé (en), au nord-ouest du gouvernorat de Hama, dans une attaque menée par Tanzim Hurras ad-Din et d'autres groupes djihadistes. Le 24 novembre, au moins neuf civils, dont sept enfants, sont tués par des tirs d'artillerie loyalistes contre le village de Jarjanaz, dans le gouvernorat d'Idlib.
Le soir du 24 novembre, des dizaines de personnes souffrant de suffocation sont hospitalisées à Alep,,. Le régime syrien accuse alors les rebelles d'avoir tiré des roquettes contenant du gaz de chlore sur le quartier d'al-Khalidiya et la rue du Nil, dans l'ouest d'Alep,,. L'agence Sana fait état de 107 cas d'hospitalisation pour suffocation, l'OSDH recense 94 cas de suffocation, dont la majorité quitte rapidement l'hôpital, et le ministère russe de la Défense évoque 46 blessés, dont huit enfants,,. Les rebelles du Front national de libération (FNL), qui contrôlent l'ouest du gouvernorat d'Alep, démentent quant à eux avoir tiré des projectiles, chimiques ou non, contre la ville d'Alep,,. Naji Mustafa, leur porte-parole, estime que le régime a pu avoir bombardé lui-même ses propres quartiers. Nasser al-Hariri (en), le président du Comité de négociation, accuse également le régime de fabriquer un « prétexte » pour relancer une offensive militaire dans le Nord. Hayat Tahrir al-Cham ne fait de son côté aucune réaction. Le 25 novembre, la Russie mène des frappes aériennes contre des positions rebelles pour la première fois depuis la conclusion de l'accord de Sotchi, deux mois auparavant,,,,. La Russie affirme avoir ciblé Hayat Tahrir al-Cham, qu'elle accuse d'être à l'origine de l'attaque. Cependant le FNL déclare que les frappes ont eu lieu dans le secteur d'al-Rachidine, qui est contrôlé par ses troupes et où Hayat Tahrir al-Cham n'est pas présent. Le 7 décembre, les États-Unis affirment que l'attaque du 24 novembre a été commise par l'armée syrienne qui a utilisé des gaz lacrymogènes pour faire croire à une attaque au chlore de la part des rebelles en vue de saper le cessez-le-feu dans la région d'Idlib. En octobre 2020, après enquête, l'OIAC affirme ne pouvoir établir si des armes chimiques ont été utilisées.
Le 1er décembre, lors du Sommet du G20, Vladimir Poutine demande à Recep Tayyip Erdoğan de prendre des « mesures plus énergiques » à Idlib.
Le 1er janvier 2019, des affrontements éclatent subitement dans le gouvernorat d'Idlib et l'ouest du gouvernorat d'Alep entre Hayat Tahrir al-Cham et le Front national de libération. En quelques jours, les rebelles pro-turcs sont complètement battus dans l'ouest du gouvernorat d'Alep qui passe entièrement aux mains des djihadistes. La Turquie ne réagit pas. Le 10 janvier, un accord de trêve est conclu et les factions du FNL acceptent que le gouvernorat d'Idlib passe sous l'administration du gouvernement de salut syrien,. De fait, la poche d'Idlib passe presque entièrement sous le contrôle de Hayat Tahrir al-Cham et de groupes djihadistes alliés,.
Le 28 janvier, les rebelles du FNL quittent Maarat al-Nouman et abandonnent la ville à Hayat Tahrir al-Cham. Le lendemain, au moins onze personnes, dont neuf civils, sont tués par des tirs d'artillerie et des tirs de missile loyalistes effectués contre cette ville. Les 15 et 16 février, des centaines de missiles sont tirés par l'armée syrienne sur le gouvernorat d'Idlib, principalement à Maarat al-Nouman et à Khan Cheikhoun, tuant au moins 18 civils, dont huit enfants. Le 18 février, un attentat dans la ville d'Idlib fait au moins 24 morts. Entre le 24 et le 26, des attaques sont menées par des groupes djihadistes sur divers points de la poche d'Idlib, causant la mort d'au moins 20 loyalistes et 9 djihadistes selon l'OSDH. Le 3 mars, le groupe djihadiste Ansar al-Tawhid attaque deux positions loyalistes dans le village d'al-Massassna, au nord du gouvernorat de Hama : 27 combattants du régime et 6 assaillants sont tués selon l'OSDH,,,,. Hamza al-Chichani, le commandant adjoint et émir militaire d'Ajnad al-Kavkaz, figure également parmi les morts.
Le 14 février, les présidents Poutine, Rohani et Erdoğan se réunissent de nouveau à Sotchi. Ils saluent ensemble l'annonce du retrait américain faite par Donald Trump. Cependant le président russe exhorte la Turquie à lancer une offensive contre Hayat Tahrir al-Cham, qui contrôle désormais presque tout le gouvernorat d'Idlib. Il encourage également Ankara à renouer avec Damas en rétablissant le traité de sécurité de 1998 et à accepter le déploiement de l'armée syrienne aux frontières tenues par les Kurdes. Mais la Turquie déclare qu'elle ne veut déployer que son armée dans la zone de sécurité du nord-est de la Syrie.
En mars 2019, le régime syrien intensifie ses frappes aériennes et ses tirs d'artillerie le long de l'autoroute M5, qui relie Damas à Alep via le gouvernorat d'Idlib. Le 13 mars l'aviation russe mène des frappes dans la région d'Idlib pour la première fois depuis la conclusion de l'accord de Sotchi,. Des dizaines de raids sont menés sur plusieurs points, notamment contre les villes d'Idlib et de Saraqeb. Selon l'OSDH, au moins 13 civils sont tués, dont six enfants, et une soixantaine sont blessés. Selon Amnesty International, pendant le mois de mars « un hôpital, une banque de sang et des installations médicales, ainsi qu’une boulangerie et une école » sont frappés à Saraqeb, Cheikh Idriss, Talmans et Khan Cheikhoun,. Le 3 avril, l'aviation russe bombarde la région de Jabal al-Zawiya après des tirs d'artillerie de Hayat Tahrir al-Cham sur deux villages du gouvernorat de Hama. Selon l'OSDH, au moins 22 civils, dont douze à Kafranbel, sont tués les 3 et 4 avril par des bombardements du régime. Au cours du mois d'avril plus de 32 500 personnes quittent leur foyers à cause des bombardements et se déplacent vers la frontière turque.
Le 20 avril, un groupe djihadiste, l'Armée Abou Bakr al-Siddiq, affilié à Hayat Tahrir al-Cham, attaque des positions du régime sur les limites occidentales de la ville d'Alep. Au moins 13 loyalistes et huit assaillants sont tués dans ce combat selon l'OSDH. Le 25 avril, des roquettes s'abattent sur la base aérienne de Hmeimim. Le 26 avril, l'aviation russe et l'artillerie syrienne mènent plusieurs bombardements dans les régions d'Idlib et Hama ; selon l'OSDH au moins dix civils sont tués par les avions russes à Kafranbel et Tal Hawach. Le 27 avril, des hommes de Hayat Tahrir al-Cham et de Tanzim Hurras ad-Din attaquent des positions du régime à Zammar et Khan Touman, au sud-ouest d'Alep, tuant au moins 22 combattants loyalistes contre huit morts dans leurs rangs,. Le 4 mai, un obus loyaliste s'abat sur un poste d'observation turc et blesse deux à quatre soldats,.

### Offensive loyaliste enmai 2019: échec de l'accord
Début mai, les frappes aériennes russes et loyalistes s'intensifient,. Selon l'OSDH, ces frappes tuent au moins 12 civils le 3 mai, puis neuf autres le 4, dont un membre des Casques blancs. Le 5 mai, trois hôpitaux sont bombardés à Kafranbel, Hass et Kafr Zita. Les deux premiers sont mis hors de service et au moins huit civils sont tués.
Le 6 mai, les armées syrienne et russe lancent une offensive au sud de l'enclave d'Idlib. Cependant, les djihadistes et les rebelles de Hayat Tahrir al-Cham et du Front national de libération opposent une forte résistance et l'offensive du régime piétine. En deux mois, les deux camps déplorent chacun près d'un millier de morts, plus de 600 civils sont tués dans des raids aériens et les loyalistes ne reprennent qu'une poignée de villages.

## Bilan humain
Selon l'Observatoire syrien des droits de l'homme, entre le 17 septembre 2018 et le 7 mai 2019, les violences ponctuelles entre loyalistes et rebelles font au moins 946 morts, dont :
- 286 soldats et miliciens loyalistes tués[3]
- 207 rebelles tués, dont 96 djihadistes et 23 hommes de Jaych al-Ezzah[3]
- 453 civils, dont 104 femmes et 127 enfants, tués par les bombardements du régime[3]
- 32 civils, dont 5 femmes et 6 enfants, tués par des tirs d'artillerie rebelles[3]

Selon l'ONU, au moins 200 civils sont tués dans la région d'Idlib de février à fin avril 2019 et près de 140 000 personnes ont été déplacées par les violences au cours de la même période.
Selon le Réseau syrien des droits de l'homme (SNHR), au moins 701 civils, dont 131 femmes et 201 enfants, sont tués par les bombardements du régime et de la Russie entre le 17 septembre 2018 et le 24 mai 2019.

### Reportages
- Julie Kebbi, « (Sur)vivre à Idleb, dernier bastion anti-Assad », L’Orient-Le Jour, 9 août 2018.
- Juliette Rech, « À Idleb, le premier jour du reste de la guerre », L’Orient-Le Jour, 13 août 2018.
- Caroline Hayek, « Si Idleb tombe, nous finirons tous au cimetière », L’Orient-Le Jour, 4 septembre 2018.
- Benjamin Barthe, Laure Stephan, Cécile Hennion, Madjid Zerrouky et Allan Kaval, « A Idlib, l’épilogue de l’insurrection syrienne », Le Monde, 14 septembre 2018.
- Omar Haj Kaddour (AFP), « A Idleb, un Syrien fabrique des masques à gaz de fortune pour ses enfants », France Soir, 12 septembre 2018.

### Vidéos
- « Syrie : offensive sur la dernière enclave rebelle » [vidéo], France 3, 7 septembre 2018.
- France 24, « Syrie : Idelb, un objectif commun pour Washington, Moscou, Ankara et Téhéran » [vidéo], sur youtube, 5 septembre 2018.
- AFP, « Des centaines de manifestants à Idleb contre le régime syrien » [vidéo], sur youtube, 7 septembre 2018.
- AFP, « Syrie: manifestation à Idleb contre le régime » [vidéo], sur youtube, 28 septembre 2018.
- Le Monde, « Syrie : pourquoi Erdogan et Poutine se disputent la région d'Idlib » [vidéo], sur youtube, 8 octobre 2018.
- France 24, « Syrie : le brouillard d’Idleb » [vidéo], sur youtube, 15 octobre 2018.

### Cartographie
- Flavie Holzinger et Véronique Malécot, « Idlib : une enclave, trois enjeux », Le Monde, 15 septembre 2018.